# San Giuseppe (Ragusa)
A San Giuseppe (Szent József) egy ragusai templom. 

## Története
Építését 1756-ban kezdték el a bencés szerzetesek javaslatára, az egykori, 1693-ban elpusztult San Tommaso-templom helyén. Az építkezés 1796-ig tartott. 

## Leírása
A háromszintes homlokzatot Szent Benedek, Szent Mór, Boldog Gertrúd és Szent Skolasztika szobrai díszítik. A főbejárat oldalait Szent Gergely és Hippói Szent Ágoston szobrai díszítik. A főhomlokzatot négy pilaszter és négy oszlop tagolja három részre. A főhomlokzatot egy timpanon koronázza, amelyben helyet kaptak a harangok és amelyet egy rokokó fríz díszít. A főbejárathoz egy kis lépcsősor vezet. A portál virágmotívumos domborművek díszítik. A portál felett, az első emeleten egy kovácsoltvas ráccsal díszített ablak látható. A templombelső ovális alaprajzú. A boltozatot és a kupolát Sebastiano Monaco freskói díszítik, valamint Agrippino Maggiore di Mineo és Cultrera di Licodia Eubea neoklasszicista stukkói. A kórus 1798-ban készült el, Ippolito Cavalieri munkája. A márvány-utánzat oltárok a 19. század elejéről származnak, Tommaso Pollace és Giuseppe Crestadoro munkái: a bencés szenteket ábrázolják, valamint a Szentháromságot.